# Xylogenes mesopotamicus
Xylogenes mesopotamicus är en skalbaggsart som beskrevs av Pierre Lesne 1937. Xylogenes mesopotamicus ingår i släktet Xylogenes och familjen kapuschongbaggar. Inga underarter finns listade i Catalogue of Life.